# Bobby Creekwater
Bobby Creekwater, nome artístico de Antoine Rogers (20 de novembro de 1982), é um rapper estadunidense e produtor de hip hop de Atlanta, Geórgia, ex-membro da Shady Records.

## Biografia
Creekwater nasceu e foi criado em várias partes de Atlanta, Geórgia e arredores. Ele participou da Clark Atlanta University por um ano antes de sair para seguir sua carreira musical.

## Singles
- Bobby Creek
- Acid Rain
- Not Yet ft. Mykel
- Hey
- Throw Da Deuce
- The Day I Got Dropped
- Business Man
- Miss Atlanta